# 萨尼克斯
萨尼克斯有限公司（日语：株式会社サニックス）是本部设立于日本福冈县福冈市博多区，以经营综合环境卫生管理、废弃物循环利用、太阳能发电设备设置等的企业。

## 概要
1975年4月于長崎县佐世保市創業，1981年11月本社搬迁至福冈。
創業当時的事業主要为建築物的防虫・防腐等，从1994年开始经营産業废棄物的中間处理，并经营太陽光为動力的住宅用床下換气扇的施工。2009年，开始贩卖住宅用太陽能发電系统。并于2010年在中国上海市开始了工厂的建设。2012年，经营公共・産業用太陽光发電系统販卖等事业的萨尼克斯工程另行独立设置。太陽光发電事業已经成为该公司的支柱产业。

## 其他
- 志在地域的体育文化方面做出贡献，成立了财团法人萨尼克斯体育振兴财团，管理・運营宗像市所在的大型体育中心环球竞技场的及赞助各種体育大会・事業。
  - 特别致力于在橄榄球界的工作、福岡萨尼克斯蓝在2012年的現在仍在日本橄榄球甲级联赛作赛。
  - 萨尼克斯杯国际青年橄榄球交流大会自2000年开始毎年举行。
  - 同时也在主办萨尼克斯杯国際青年足球大会。
- 过去、乐团可苦可乐的吉他士小渊健太郎也曾是该司员工。